# Бле ле Мен
Бле ле Мен (фр. Blaye-les-Mines) насеље је и општина у јужној Француској у региону Миди Пирене, у департману Тарн која припада префектури Алби.
По подацима из 2011. године у општини је живело 3.049 становника, а густина насељености је износила 343,36 становника/km². Општина се простире на површини од 8,88 km². Налази се на средњој надморској висини од 339 метара (максималној 344 m, а минималној 241 m).

## Демографија
| 1962. | 1968. | 1975. | 1982. | 1990. | 1999. | 2011. |
| ----- | ----- | ----- | ----- | ----- | ----- | ----- |
| 5.154 | 5.526 | 4.563 | 3.919 | 3.227 | 2.944 | 3.049 |

График промене броја становника у току последњих година